# Збірна США з баскетболу
Чоловіча національна команда США з баскетболу — найтитулованіша збірна у світовому чоловічому баскетболі, яка вигравала медалі на всіх Олімпійських іграх, в яких брала участь, в тому числі 17 разів ставала олімпійським чемпіоном.

## Історія

### 1936–1968: тотальна перевага
З 1936 року, коли баскетбол вперше з'явився у змагальній програмі Олімпійських ігор, по 1968 рік збірна США виграла сім олімпійських турнірів поспіль. Перевага американського баскетболу була в ті роки переважаючою, причому на Іграх іноді виступала навіть не збірна США, а одна з найсильніших команд студентської ліги NCAA. Так, на Олімпіаді-1948 в Лондоні виступала команда, складена з баскетболістів університету штату Кентуккі, в Гельсінки-1952 перемогла команда з Канзасу. У складах тих аматорських команд проте можна зустріти гравців, які стали згодом зірками в професійному баскетболі. На Іграх у Римі за американську команду виступали, наприклад, Оскар Робертсон, Джеррі Вест, Джеррі Лукас — більш зіркового складу у збірної США до 1992 року не було.

### 1972–1988: протистояння супердержав
На Олімпійських іграх-1972 в Мюнхені збірна США вперше програла. Фінальна зустріч з баскетболістами СРСР назавжди запам'яталася всім її учасникам. Молодій і честолюбній американській команді, що не визнала своєї поразки і не прийшла на церемонію нагородження, — неправильним, на їх думку, було рішення судді, що додав до матчу зайві три секунди. За ці 3 секунди Іван Єдешко здійснив блискучий тридцятиметровий пас на Олександра Бєлова, який в стрибку поклав м'яч у кільце. Рахунок зустрічі 51:50. Збірна США програла не тільки свій перший Олімпійський турнір, але й свій перший з 64-х проведених до того часу матчів на Олімпіадах.
Своє другої поразки в Олімпійських турнірах збірна США зазнала на Іграх-1988 в Сеулі, і знову від радянської команди, цього разу в півфіналі — 76:82. До цього команди не зустрічались: в Монреалі-1976 американці знову стали першими, обігравши у фіналі югославів, яким радянські баскетболісти поступилися в півфіналі, На іграх в Москві-1980 і Лос-Анджелесі-1984 зустрітись не довелось через взаємні бойкоти.

### 1992–2000: Dream Team
У вересні 1989 року на 95-й сесії Міжнародного олімпійського комітету в Пуерто-Рико прийнято безпрецедентне рішення про допуск для участі в Олімпійських іграх професійних баскетболістів. На Олімпійські ігри-1992 в Барселону приїхали Ларрі Берд, Меджик Джонсон, Чарльз Барклі, Кріс Маллін, Патрік Юінг, Клайд Дрекслер, Джон Стоктон, Майкл Джордан, Скотті Піппен. Збірну США одразу охрестили Dream Team — «командою мрії», і дійсно такої команди ні до, ні після в світі більше не було. У всіх 8 проведених матчах американці незмінно набирали більше ста очок, їх тренер Чак Дейлі не взяв за весь турнір жодного тайм-ауту, в чергу за автографами американців після ігор шикувалися не тільки вболівальники, але і гравці команд-суперниць. Збірна Литви у півфіналі була розбита з рахунком 127:76, Хорватіяу фіналі — 117:85.
1994 року американські «небожителі» зглянулися і до участі в чемпіонаті світу. У складі Dream Team-II не було жодного олімпійського чемпіона Барселони, але це не завадило команді, лідером якої був юний Шакіл O'Ніл, впевнено виграти світову першість в Торонто, розгромивши у фіналі збірну Росії — 137:91.
До складу Dream Team-III увійшли практично всі найсильніші, в тому числі п'ять гравців з першого її складу (Чарльз Барклі, Карл Мелоун, Скотті Піппен, Девід Робінсон і Джон Стоктон). Не побажав брати участь у Dream Team-III великий Майкл Джордан, однак і без нього збірна США була на Олімпійських іграх-1996 в Атланті на голову сильніше всіх своїх суперників. У фіналі був встановлений рекорд відвідуваності баскетбольного матчу: зустріч США — Югославія спостерігали 34600 глядачів. Американці перемогли 95:69, хоча і зіткнулися по ходу гри з серйозним опором — за 14 хвилин до фінальної сирени перевага Dream Team становила всього одне очко (51:50).
Через локаут в NBA на чемпіонаті світу-1998 в Греції США представляли в основному гравці з європейських клубів. Ця збірна посіла в Афінах 3-е місце.
До Олімпіади-2000 в Сіднеї під прапори збірної знову вдалося залучити всіх найсильніших, проте виступ Dream Team-IV ледь не завершився крахом. У півфіналі збірна США ледь не програла Литві (85:83), схожа картина була і в фіналі проти збірної Франції (85:75).

### 2002–2006: крах Dream Team
На домашньому чемпіонаті світу-2002 в Індіанаполісі далеко не всі зірки дали згоду грати за збірну США. Виступ цієї збірної обернувся повним провалом. У груповому турнірі американці програли команді Аргентини (80:87), перервавши свою 58-матчеву переможну серію, а у чвертьфіналі поступилися команді Югославії, у складі якої було 5 гравців NBA — 78:81. Термін «Dream Team» втратив актуальність.
На Олімпійські ігри-2004 в Афіни знову вирушила далеко не видатна команда. З різних причин відмовилися від виступів Шакіл O'Ніл, Кобі Браянт, Кевін Гарнетт та інші. У першому ж матчі американці з різницею в 19 очок поступилися збірній Пуерто-Рико, але дійшли до півфіналу, де програли аргентинцям (81:89).

### 2008–2016: повернення Dream Team
На чемпіонат світу-2006 в Японії американці робили дуже серйозну ставку, невдачі попереднього чотириріччя їм неабияк набридли. Відбір кандидатів до національної збірної проводився шляхом інтенсивного тренувального збору, що тривав цілий місяць. І все по ходу турніру складалося непогано, до зустрічі в півфіналі зі збірною Греції, що завершилася сенсаційною поразкою — 95:101
24 серпня 2008 року в фіналі Олімпіади-2008 в Пекіні американці у напруженому матчі завдяки вдалим діям лідера збірної Кобі Браянта обіграли збірну Іспанії (118:107) і в 13-й раз в історії стали олімпійськими чемпіонами. До тріумфу команду США привів Майк Кржижевскі, перший тренер професійної американської збірної не з НБА, а з NCAA, який працював помічником Чака Дейлі в легендарній Dream Team першого скликання.
В 2010 році збірна США стала чемпіоном світу. По ходу турніру американська дружина здобула перемоги у всіх дев'яти матчах поспіль, зіткнувшись з певними проблемами лише в матчі з Бразилією, у якої виграла з відривом у два очки (70:68). У фіналі не встояли господарі турніру — збірна Туреччини(81:64).
На Олімпійських іграх у Лондоні в 2012 році американська збірна знову довела, що вона гідна звання Dream Team. До складу команди Майка Кржижевскі увійшли такі зірки НБА, як Леброн Джеймс, Кобі Браянт, Кевін Дюрант, Кріс Пол, Ентоні Кармело та багато інших. По ходу турніру американські баскетболісти знову не програли жодного матчу, здобувши в тому числі перемоги над такими сильними збірними, як Франція, Аргентина і Литва. У фіналі, як і чотири роки тому, в напруженому матчі з Іспанією завоювали свою 14-у золоту олімпійську медаль.
Без проблем американці стали чемпіонами світу (вп'яте в історії) в 2014. По ходу турніру американські баскетболісти знову не програли жодного матчу. У складі збірної грали такі зірки НБА, як Стефен Каррі, Деррік Роуз, Джеймс Гарден, Кайрі Ірвінг, Кеннет Фарід та Ентоні Девіс. Тренером збірної був Майк Кржижевскі.
На Олімпійських іграх у Ріо-де-Жанейро в 2016 році американська збірна здобула своє п'ятнадцяте золото Олімпіади. По ходу турніру американська дружина здобула перемоги у всіх восьми матчах поспіль, зіткнувшись з певними проблемами лише в матчах групового етапу із збірними Австралії 98:88, Сербії 94:91 та Франції 100:97. У плейоф турніру впевнено обіграли в чвертьфіналі Аргентину 105:78, у півфіналі іспанців 82:76, а у фіналі рогромили сербів 96:66.

## Історія виступів
Червоний бокс позначає турнір, проведений в США
| Рік   | Раунд       | Позиція | ЗІ     | В      | П      |
| ----- | ----------- | ------- | ------ | ------ | ------ |
| 1936  | чемпіони    | 1       | 5      | 5      | 0      |
| 1948  | чемпіони    | 1       | 8      | 8      | 0      |
| 1952  | чемпіони    | 1       | 8      | 8      | 0      |
| 1956  | чемпіони    | 1       | 8      | 8      | 0      |
| 1960  | чемпіони    | 1       | 8      | 8      | 0      |
| 1964  | чемпіони    | 1       | 9      | 9      | 0      |
| 1968  | чемпіони    | 1       | 9      | 9      | 0      |
| 1972  | фіналісти   | 2       | 9      | 8      | 1      |
| 1976  | чемпіони    | 1       | 7      | 7      | 0      |
| 1980  | бойкот      | бойкот  | бойкот | бойкот | бойкот |
| 1984  | чемпіони    | 1       | 8      | 8      | 0      |
| 1988  | третє місце | 3       | 8      | 7      | 1      |
| 1992  | чемпіони    | 1       | 8      | 8      | 0      |
| 1996  | чемпіони    | 1       | 8      | 8      | 0      |
| 2000  | чемпіони    | 1       | 8      | 8      | 0      |
| 2004  | третє місце | 3       | 8      | 5      | 3      |
| 2008  | чемпіони    | 1       | 8      | 8      | 0      |
| 2012  | чемпіони    | 1       | 8      | 8      | 0      |
| 2016  | чемпіони    | 1       | 8      | 8      | 0      |
| 2020  | чемпіони    | 1       | 6      | 5      | 1      |
| 2024  | чемпіони    | 1       | 6      | 6      | 0      |
| Разом | 17 титулів  | 20/22   | 155    | 149    | 6      |

| Рік   | Раунд           | Позиція | ЗІ  | В   | П  |
| ----- | --------------- | ------- | --- | --- | -- |
| 1950  | фіналісти       | 2       | 5   | 4   | 1  |
| 1954  | чемпіони        | 1       | 9   | 9   | 0  |
| 1959  | фіналісти       | 2       | 9   | 7   | 2  |
| 1963  | півфіналісти    | 4       | 9   | 6   | 3  |
| 1967  | півфіналісти    | 4       | 9   | 7   | 2  |
| 1970  | чвертьфіналісти | 5       | 9   | 6   | 3  |
| 1974  | третє місце     | 3       | 9   | 8   | 1  |
| 1978  | чвертьфіналісти | 5       | 10  | 6   | 4  |
| 1982  | фіналісти       | 2       | 9   | 7   | 2  |
| 1986  | чемпіони        | 1       | 10  | 9   | 1  |
| 1990  | третє місце     | 3       | 8   | 6   | 2  |
| 1994  | чемпіони        | 1       | 8   | 8   | 0  |
| 1998  | третє місце     | 3       | 9   | 7   | 2  |
| 2002  | чвертьфіналісти | 6       | 9   | 6   | 3  |
| 2006  | третє місце     | 3       | 9   | 8   | 1  |
| 2010  | чемпіони        | 1       | 9   | 9   | 0  |
| 2014  | чемпіони        | 1       | 9   | 9   | 0  |
| 2019  | 5-8 місця       | 7       | 8   | 6   | 2  |
| 2023  | 1-4 місця       | 4       | 8   | 5   | 3  |
| Разом | 5 титулів       | 19/20   | 166 | 134 | 32 |

| 1980  | не брали участі | не брали участі | не брали участі | не брали участі | не брали участі | не брали участі |                 |                 |                 |                 |
| 1984  | не брали участі | не брали участі | не брали участі | не брали участі | не брали участі | не брали участі |                 |                 |                 |                 |
| 1988  | не брали участі | не брали участі | не брали участі | не брали участі | не брали участі | не брали участі |                 |                 |                 |                 |
| 1989  | фіналісти       | 2               | 8               | 6               | 2               |                 |                 |                 |                 |                 |
| 1992  | чемпіони        | 1               | 6               | 6               | 0               |                 |                 |                 |                 |                 |
| 1993  | чемпіони        | 1               | 7               | 6               | 1               |                 |                 |                 |                 |                 |
| 1995  | не брали участі | не брали участі | не брали участі | не брали участі | не брали участі | не брали участі |                 |                 |                 |                 |
| 1997  | чемпіони        | 1               | 9               | 8               | 1               |                 |                 |                 |                 |                 |
| 1999  | чемпіони        | 1               | 10              | 10              | 0               |                 |                 |                 |                 |                 |
| 2001  | не брали участі | не брали участі | не брали участі | не брали участі | не брали участі | не брали участі |                 |                 |                 |                 |
| 2003  | чемпіони        | 1               | 10              | 10              | 0               |                 |                 |                 |                 |                 |
| 2005  | півфіналісти    | 4               | 10              | 4               | 6               |                 |                 |                 |                 |                 |
| 2007  | чемпіони        | 1               | 10              | 10              | 0               |                 |                 |                 |                 |                 |
| 2009  | не брали участі | не брали участі | не брали участі | не брали участі | не брали участі | не брали участі | не брали участі | не брали участі | не брали участі | не брали участі |
| 2011  | не брали участі | не брали участі | не брали участі | не брали участі | не брали участі | не брали участі | не брали участі | не брали участі | не брали участі | не брали участі |
| 2013  | не брали участі | не брали участі | не брали участі | не брали участі | не брали участі | не брали участі | не брали участі | не брали участі | не брали участі | не брали участі |
| 2015  | не брали участі | не брали участі | не брали участі | не брали участі | не брали участі | не брали участі | не брали участі | не брали участі | не брали участі | не брали участі |
| 2017  | чемпіони        | 1               | 5               | 5               | 0               |                 |                 |                 |                 |                 |
| 2022  | Третє місце     | 3               | 6               | 4               | 2               |                 |                 |                 |                 |                 |
| Разом | 7 титулів       | 10/19           | 81              | 69              | 12              |                 |                 |                 |                 |                 |

| Рік   | Раунд           | Позиція | ЗІ  | В  | П  |
| ----- | --------------- | ------- | --- | -- | -- |
| 1951  | чемпіони        | 1       | 6   | 6  | 0  |
| 1955  | чемпіони        | 1       | 5   | 4  | 1  |
| 1959  | чемпіони        | 1       | 6   | 6  | 0  |
| 1963  | чемпіони        | 1       | 6   | 6  | 0  |
| 1967  | чемпіони        | 1       | 5   | 5  | 0  |
| 1971  | груповий етап   | 7       | 3   | 2  | 1  |
| 1975  | чемпіони        | 1       | 9   | 9  | 0  |
| 1979  | чемпіони        | 1       | 9   | 9  | 0  |
| 1983  | чемпіони        | 1       | 8   | 8  | 0  |
| 1987  | фіналісти       | 2       | 7   | 6  | 1  |
| 1991  | третє місце     | 3       | 7   | 6  | 1  |
| 1995  | фіналісти       | 2       | 7   | 4  | 3  |
| 1999  | фіналісти       | 2       | 5   | 4  | 1  |
| 2003  | півфіналісти    | 4       | 5   | 2  | 3  |
| 2007  | чвертьфіналісти | 5       | 5   | 3  | 2  |
| 2011  | третє місце     | 3       | 5   | 3  | 2  |
| 2015  | третє місце     | 3       | 5   | 3  | 2  |
| 2019  | третє місце     | 3       | 5   | 3  | 2  |
| Разом | 8 титулів       | 18/18   | 107 | 88 | 19 |